# Langoat
Langoat (bret. Langoad) – miejscowość i gmina we Francji, w regionie Bretania, w departamencie Côtes-d’Armor.
Według danych na rok 1990 gminę zamieszkiwały 942 osoby, a gęstość zaludnienia wynosiła 51 osób/km² (wśród 1269 gmin Bretanii Langoat plasuje się na 595. miejscu pod względem liczby ludności, natomiast pod względem powierzchni na miejscu 541.).